# Salvador Puig i Antich
 (novembre 2024).
Si vous disposez d'ouvrages ou d'articles de référence ou si vous connaissez des sites web de qualité traitant du thème abordé ici, merci de compléter l'article en donnant les références utiles à sa vérifiabilité et en les liant à la section « Notes et références ».
Pour les articles homonymes, voir Puig et Antich.
Salvador Puig i Antich, né le 30 mai 1948 à Barcelone et mort le 2 mars 1974 dans la même ville, est un anarchiste catalan, membre actif du MIL (Mouvement ibérique de libération) au début des années 1970. Jugé et condamné à mort pour le meurtre d'un policier, il est l'une des dernières personnes exécutées sous la dictature franquiste.

## Biographie
Militant dans les commissions ouvrières de quartiers, Salvador Puig i Antich rejoint le Movimiento Ibérico de Liberación avec lequel il participe activement à des actions armées en 1972-1973.
Il est arrêté le 25 septembre 1973, jugé et condamné par un tribunal militaire pour le meurtre à Barcelone d'un membre de la garde civile, Francisco Anguas Barragán.
Son exécution, le 2 mars 1974 à la prison Model de Barcelone, est la dernière effectuée en Espagne (et dans le monde) par strangulation, à l'aide d'un garrot. L'homme chargé de rédiger sa sentence de mort est Carlos Rey González, devenu avocat.

### Postérité

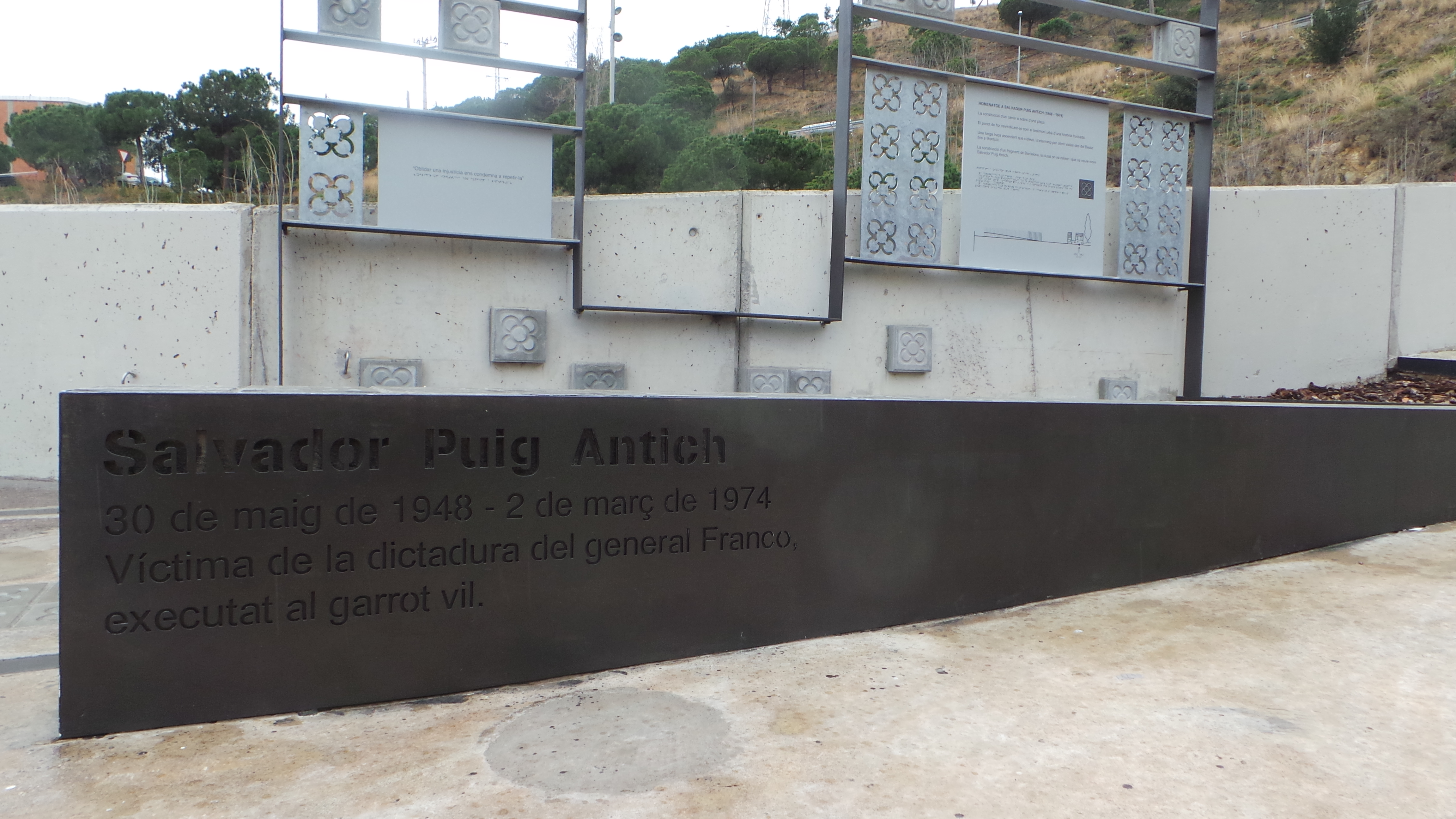
Place Salvador Puig Antich à Barcelone, monument à la mémoire de l'anarchiste catalan inauguré en 2016.

En 2006, le film Salvador, réalisé par Manuel Huerga, relate la vie de Salvador Puig i Antich depuis sa  période d'activité au sein du MIL jusqu'à son exécution.
La même année, sa famille et des associations demandent la révision de son procès affirmant que des pièces de l'accusation ont été manipulées. En juillet 2007, la Cour suprême refuse d'examiner le dossier.
Dans sa chanson Hexagone, Renaud fait référence à Salvador Puig i Antich : « Quand on exécute au mois d'mars, de l'autr’ côté des Pyrénées, un anarchiste du Pays basque pour lui apprendre à s'révolter... »

### Notices
- Fondation Pierre Besnard : notice biographique
- Dictionnaire des guérilleros et résistants antifranquistes